# Leichtathletik-Halleneuropameisterschaften 2017/Teilnehmer (Tschechien)
| Gelbes Symbol für Goldmedaillen mit stilisierten Olympischen Ringen | Graues Symbol für Silbermedaillen mit stilisierten Olympischen Ringen | Braundes Symbol für Bronzemedaillen mit stilisierten Olympischen Ringen |
| ------------------------------------------------------------------- | --------------------------------------------------------------------- | ----------------------------------------------------------------------- |
| 1                                                                   | 2                                                                     | 4                                                                       |

Aus Tschechien nahmen neun Athletinnen und 16 Athleten bei den Leichtathletik-Halleneuropameisterschaften 2017 in Belgrad teil, die sieben Medaillen (1 × Gold, 2 × Silber und 4 × Bronze) errangen sowie eine Europäische Jahresbestleistung aufstellten.
Der Vorstand des tschechischen Leichtathletikverbandes Český atletický svaz (ČAS) gab am 26. Februar die Nominierung von 26 Sportlerinnen und Sportlern bekannt. Mittelstrecklerin Diana Mezuliáníková musste dann jedoch wegen eines Ermüdungsbruchs absagen.
Die Nominierung umfasste ursprünglich auch Michal Desenský, der als zweiter Ersatzläufer für die 4-mal-400-Meter-Staffel vorgesehen war, aber seine Aufstellung wurde vom Europäischen Leichtathletikverband (EAA) nicht bestätigt.
Obwohl Filip Sasínek auch für die 800 Meter und Simona Vrzalová für die 3000 Meter in der  Nominierungsliste standen, gingen beide jeweils nur über die 1500 Meter an den Start.

## Ergebnisse

### Frauen

#### Laufdisziplinen
| Athletin            | Disziplin | Vorlauf     | Vorlauf | Halbfinale         | Halbfinale         | Finale             | Finale             |
| Athletin            | Disziplin | Zeit        | Platz   | Zeit               | Platz              | Zeit               | Platz              |
| ------------------- | --------- | ----------- | ------- | ------------------ | ------------------ | ------------------ | ------------------ |
| Klára Seidlová      | 60 m      | 7,35 s      | 10      | 7,43 s             | 18                 | nicht qualifiziert | nicht qualifiziert |
| Barbora Procházková | 60 m      | 7,51 s      | 30      | nicht qualifiziert | nicht qualifiziert | nicht qualifiziert | nicht qualifiziert |
| Zuzana Hejnová      | 400 m     | 53,26 s     | 3       | 52,74 s            | 5                  | 52,42 s            | Silber             |
| Denisa Rosolová     | 400 m     | DNF         | –       | nicht qualifiziert | nicht qualifiziert | nicht qualifiziert | nicht qualifiziert |
| Lenka Masná         | 800 m     | 2:05,64 min | 13      | nicht qualifiziert | nicht qualifiziert | nicht qualifiziert | nicht qualifiziert |
| Simona Vrzalová     | 1500 m    | 4:14,31 min | 10      | –––                | –––                | nicht qualifiziert | nicht qualifiziert |

#### Sprung/Wurf
| Athletin        | Disziplin      | Qualifikation | Qualifikation | Finale    | Finale |
| Athletin        | Disziplin      | Höhe          | Platz         | Höhe      | Platz  |
| --------------- | -------------- | ------------- | ------------- | --------- | ------ |
| Michaela Hrubá  | Hochsprung     | 1,90 m        | 8             | 1,92 m SB | 6      |
| Romana Maláčová | Stabhochsprung | –––           | –––           | 4,40 m    | 13     |

### Männer

#### Laufdisziplinen
| Athlet                                                                         | Disziplin         | Vorlauf     | Vorlauf | Halbfinale         | Halbfinale         | Finale             | Finale             |
| Athlet                                                                         | Disziplin         | Zeit        | Platz   | Zeit               | Platz              | Zeit               | Platz              |
| ------------------------------------------------------------------------------ | ----------------- | ----------- | ------- | ------------------ | ------------------ | ------------------ | ------------------ |
| Jan Veleba                                                                     | 60 m              | 6,77 s      | 15      | 6,80 s             | 16                 | nicht qualifiziert | nicht qualifiziert |
| Pavel Maslák                                                                   | 400 m             | 47,57 s     | 13      | 46,45 s            | 1                  | 45,77 s EL         | Gold               |
| Patrik Šorm                                                                    | 400 m             | 47,50 s     | 12      | nicht qualifiziert | nicht qualifiziert | nicht qualifiziert | nicht qualifiziert |
| Jan Tesař                                                                      | 400 m             | 47,28 s     | 9       | 47,64 s            | 8                  | nicht qualifiziert | nicht qualifiziert |
| Jan Kubista                                                                    | 800 m             | 1:49,21 min | 11      | 1:49,81 min        | 10                 | nicht qualifiziert | nicht qualifiziert |
| Jan Friš                                                                       | 1500 m            | 3:50,38 min | 16      | –––                | –––                | nicht qualifiziert | nicht qualifiziert |
| Filip Sasínek                                                                  | 1500 m            | 3:43,64 min | 2       | –––                | –––                | 3:45,89 min        | Bronze             |
| Jakub Zemaník                                                                  | 3000 m            | 8:14,50 min | 18      | –––                | –––                | nicht qualifiziert | nicht qualifiziert |
| Petr Svoboda                                                                   | 60 m Hürden       | 7,59 s      | 4       | –––                | –––                | 7,53 s SB          | Bronze             |
| Patrik Šorm, Jan Tesař, Jan Kubista, Pavel Maslák nicht eingesetzt: Vít Müller | 4 × 400 m Staffel | –––         | –––     | –––                | –––                | 3:08,60 min        | Bronze             |

#### Sprung/Wurf
| Athlet          | Disziplin      | Qualifikation | Qualifikation | Finale             | Finale             |
| Athlet          | Disziplin      | Höhe/Weite    | Platz         | Höhe/Weite         | Platz              |
| --------------- | -------------- | ------------- | ------------- | ------------------ | ------------------ |
| Martin Heindl   | Hochsprung     | 2,21 m        | 11            | nicht qualifiziert | nicht qualifiziert |
| Jan Kudlička    | Stabhochsprung | –––           | –––           | 5,80 m SB          | 4                  |
| Ladislav Prášil | Kugelstoßen    | 20,68 m       | 4             | 20,73 m            | 6                  |
| Tomáš Staněk    | Kugelstoßen    | 20,94 m       | 3             | 21,43 m PB         | Silber             |

#### Siebenkampf
| Athlet                  | Disziplin | 60 m   | Weitsprung | Kugelstoßen | Hochsprung | 60 m Hürden | Stabhochsprung | 1000 m         | Punkte | Platz  |
| ----------------------- | --------- | ------ | ---------- | ----------- | ---------- | ----------- | -------------- | -------------- | ------ | ------ |
| Adam Sebastian Helcelet | Ergebnis  | 7,06 s | 7,41 m     | 15,25 m SB  | 2,01 m     | 7,97 s      | 5,00 m         | 2:45,00 min SB | 6110   | Bronze |
| Adam Sebastian Helcelet | Punkte    | 861    | 913        | 805         | 813        | 989         | 910            | 819            | 6110   | Bronze |
| Jiří Sýkora             | Ergebnis  | 7,06 s | 7,10 m     | 15,06 m PB  | 1,98 m     | 7,99 s PB   | 4,90 m         | 2:50,44 min    | 5902   | 10     |
| Jiří Sýkora             | Punkte    | 861    | 838        | 793         | 785        | 984         | 880            | 761            | 5902   | 10     |